# Бабаево
Бабаево (на руски: Бабаево) е град в Русия, административен център на Бабаевски район, Вологодска област. Населението на града към 1 януари 2018 година е 11 395 души.